# 紹波科夫
紹波科夫是吉爾吉斯的城鎮，由楚河州負責管轄，位於該國北部，距離首府比什凱克20公里，面積5.25平方公里，海拔高度740米，2008年人口9,483。
今天的紹波科夫的前身是一個城市型零散聚落，於1939年隨著糖廠的建設而建立。1985年2月25日，紹波科夫被合併為一個城鎮，並獲得了現在的名稱。該鎮以一名士兵的名字命名，他於1941年11月16日在保衛莫斯科時英勇犧牲。